# 上カタンガ州
上カタンガ州 (じょうカタンガしゅう、フランス語：Province du Haut-Katanga)は、コンゴ民主共和国南東部の州。
2005年の人口は396万945人、面積は13万2425km2、人口密度は30人/km2。
州都はルブンバシ。
2015年にカタンガ州が廃止され、その南東部に上カタンガ州が設置された。

## 隣接州
- 北：タンガニーカ
- 北東：北部州
- 東：ルアプラ州
- 南東：中央州
- 南：銅帯州
- 南西：北西州
- 西：ルアラバ州
- 北西：上ロマミ州

## 経済
ルブンバシとリカシは鉱物産業の拠点である。

## 主要都市
- ルブンバシ：178万6397人(州都)
- リカシ：44万7449人
- キプシ：9万7981人
- カンボーヴ（英語版）：5万7963人
- プウェト（英語版）：2万2121人